# Willy Wilhelm

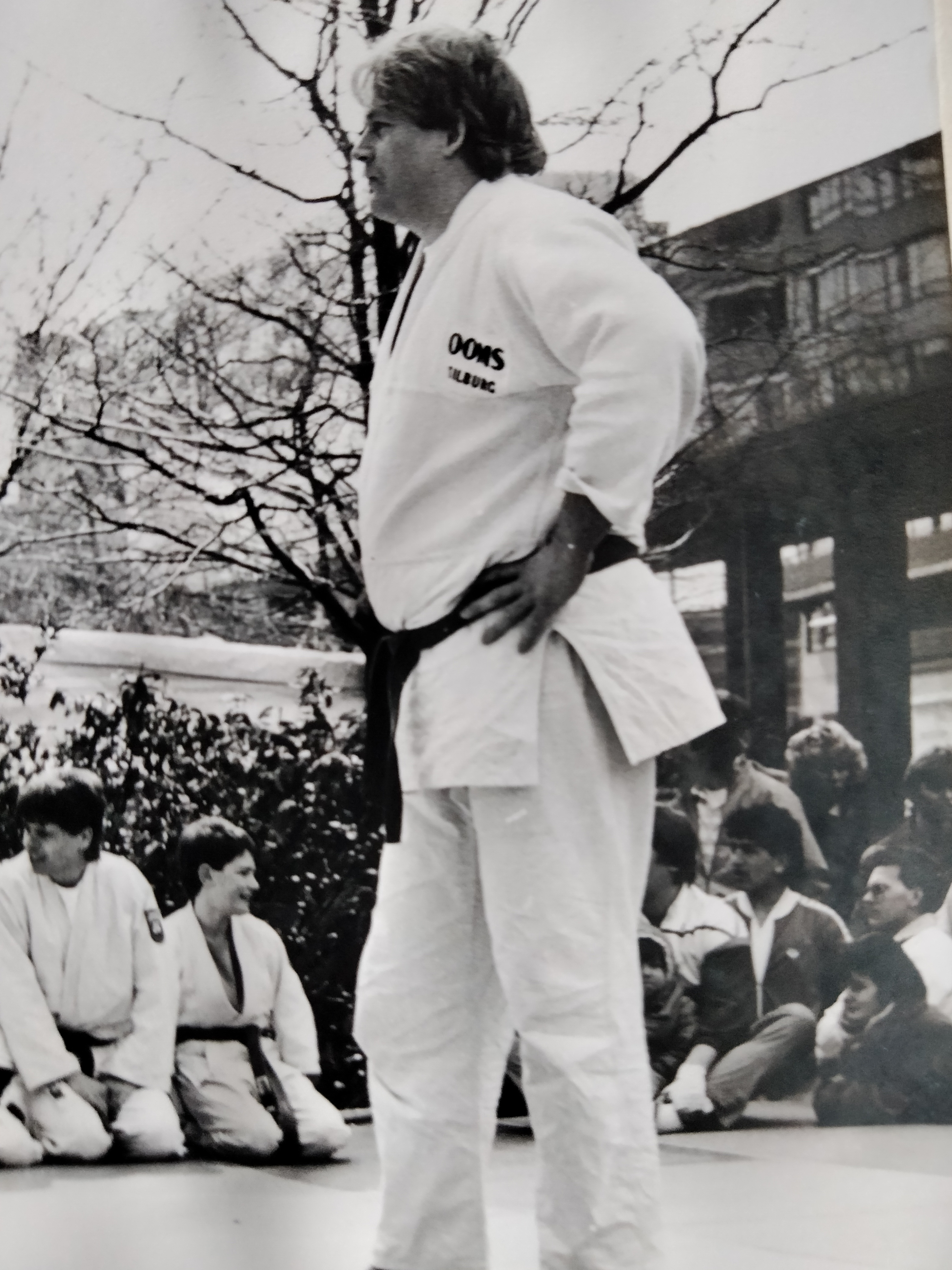

Wilhelmus „Willy“ Paul Karel Wilhelm (* 16. September 1958 in ’s-Hertogenbosch) ist ein ehemaliger niederländischer Judoka. Er gewann zwei Medaillen bei Weltmeisterschaften und war 1986 Europameister.

## Karriere
Der 1,98 m große Willy Wilhelm trat im Schwergewicht oder in der offenen Klasse an. 1980 siegte er bei den Militärweltmeisterschaften in Graz. Bei den Europameisterschaften 1981 in Debrecen erreichte er in der offenen Klasse das Finale und gewann Silber hinter dem Polen Wojciech Reszko. Einen Monat später verteidigte Wilhelm in Colorado seinen Militärweltmeistertitel. 1982 war er niederländischer Meister sowohl im Schwergewicht als auch in der offenen Klasse. Bei den Europameisterschaften 1982 in Rostock belegte er in der offenen Klasse den fünften Platz, nachdem er im Kampf um Bronze gegen Fred Olhorn aus der DDR verloren hatte. Bei den Militärweltmeisterschaften in São Paulo gewann er das Schwergewicht, im Finale der offenen Klasse unterlag er dem Italiener Marino Beccacece.
1983 gewann Willy Wilhelm den niederländischen Meistertitel im Schwergewicht, nachdem er zuvor in der offenen Klasse nur Dritter geworden war. Bei den Europameisterschaften 1983 belegte er den fünften Platz im Schwergewicht, nachdem er im Kampf um Bronze dem Franzosen Angelo Parisi unterlegen war. Fünf Monate später bei den Weltmeisterschaften in Moskau bezwang er im Achtelfinale des Schwergewichts den Ägypter Mohamed Ali Rashwan, im Viertelfinale den Kanadier Mark Berger und im Halbfinale dem Rumänen Mihai Cioc. Im Finale unterlag er dem Japaner Yasuhiro Yamashita. Zum Auftakt des Olympiajahres 1984 gewann Willy Wilhelm den niederländischen Meistertitel im Schwergewicht. Bei den Europameisterschaften in Lüttich unterlag er im Viertelfinale des Schwergewichts Vladimír Kocman aus der Tschechoslowakei, mit Siegen in der Hoffnungsrunde über Marino Beccacece, Mihai Cioc und den Bulgaren Dimitar Saprjanow kämpfte sich Willy Wilhelm zur Bronzemedaille durch. Bei den Olympischen Spielen in Los Angeles trat Wilhelm ebenfalls nur im Schwergewicht an. Er verlor seinen Auftaktkampf gegen den Jugoslawen Radomir Kovačević durch Schiedsrichterentscheid (Yusei-gachi). Ende 1984 gewann Wilhelm in Seoul die Militärweltmeisterschaften im Schwergewicht, in der offenen Klasse belegte er den zweiten Platz hinter Peter Seisenbacher aus Österreich.
Im Jahr darauf gewann er bei den Militärweltmeisterschaften in Riccione erneut den Titel im Schwergewicht sowie Bronze in der offenen Klasse. Bei den Weltmeisterschaften 1985 in Seoul unterlag er im Viertelfinale der offenen Klasse dem Japaner Yoshimi Masaki, kämpfte sich aber anschließend zur Bronzemedaille durch. Bei den Europameisterschaften 1986 in Belgrad trat Wilhelm im Schwergewicht an und bezwang im Viertelfinale den Schweizer Clemens Jehle, im Halbfinale den Bulgaren Dimitar Saprjanow und im Finale Henry Stöhr aus der DDR. 1987 nahm Willy Wilhelm an den Weltmeisterschaften in Essen in der offenen Klasse teil, schied aber im Achtelfinale gegen Clemens Jehle aus.